# Ротмерслебен
Ротмерслебен (нім. Rottmersleben) — муніципалітет в Німеччини, в землі Саксонія-Ангальт.
Входить до складу району Берде. Підпорядковується управлінню Гое-Берде. Населення становить 749 людей (на 31 грудня 2006 року). Займає площу 11,32 км².